# Europa
Az Europa a Jupiter negyedik legnagyobb holdja. 1610-ben fedezte fel Galileo Galilei. Névadója Európé föníciai hercegnő.
A hold nagyobb a Plútónál és az Erisznél is, kinézete a Merkúréra hasonlít: kőhold, kevés kráterrel, felszíne kásás jég, alatta víz. Átlagos távolsága a Jupitertől 670 900 km.
Bár az Europa felszíni hőmérséklete legfeljebb −160 °C, feltételezhető, hogy a jégkéreg alatt egy 90 km mély vízóceán található.

## Felfedezése
Az Europa felfedezését Galileo Galilei olasz tudósnak tulajdonítják, aki 1610-ben egyszerű távcsövét a Jupiterre irányította. A Jupiter négy nagy holdját – az Iót, az Europát, a Ganymedest, illetve a Callistót – Galilei-holdaknak is nevezik. E holdak olyan fényesek, hogy már egy binokulárral vagy kisebb távcsővel is megfigyelhetők.
A német Simon Marius az 1614-ben megjelent Mundus Jovialis című könyvében a felfedezést magának tulajdonította, állítva, hogy ő már néhány nappal Galilei előtt felfedezte a holdakat. Galilei ezt kétségbe vonta és Marius munkáját egyszerűen plágiumnak titulálta. A mai tudásunk alapján nem zárható ki, hogy a holdakat Marius Galileitől függetlenül fedezte fel.
A holdat Zeusz görög mitológiai alak egyik szeretője után nevezték el. Bár Simon Marius már röviddel a felfedezés után az Europa nevet javasolta, ez sokáig nem volt használatos és csak a 20. század közepén terjedt el. Korábban a Galilei-holdakat római számokkal jelölték, így az Europa a Jupiter II nevet viselte.

## Keringési pálya
Az Europa 3 nap 13 óra és 14,6 perc alatt kerüli meg a Jupitert, tőle 670 900 km közepes távolságra. A keringési pálya excentricitása 0,0101, azaz a Jupiter-közeli és Jupiter-távoli pont (periapszis és apoapszis) csak 1,01%-kal tér el a fél nagytengelytől. A hold pályasíkja csak 0,464°-os szöget zár be a Jupiter egyenlítői síkjával; keringési ideje pedig a hozzá képest külső és belső szomszéd holdakkal 1 : 2, ill. 2 : 1 pályarezonanciában áll, azaz míg az Europa két keringést végez, addig az Io négyszer, a Ganymedes egyszer kerüli meg a Jupitert.

## Szerkezet és fizikai adatok

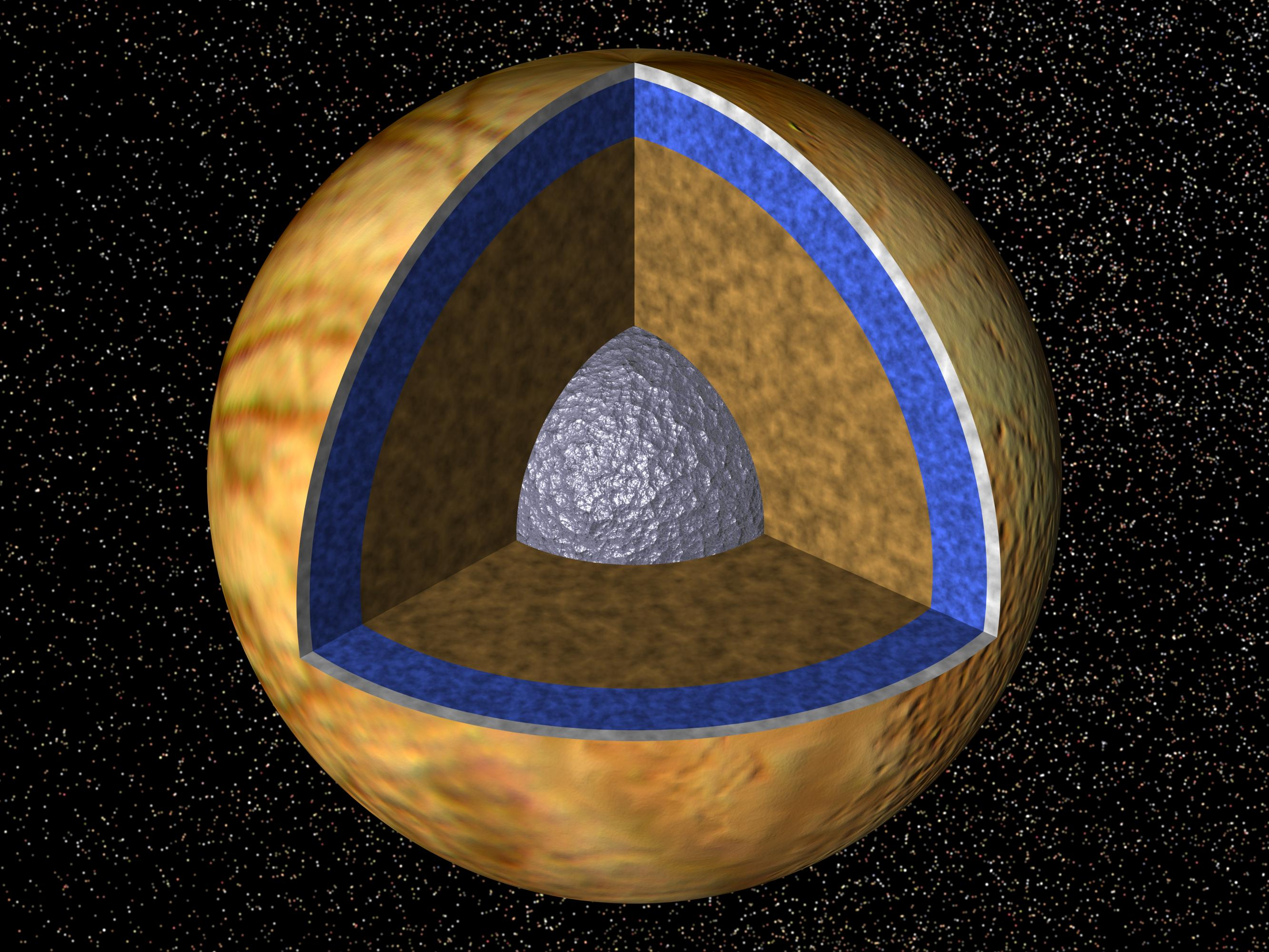
Az Europa belső felépítése

Az Europa közepes átmérője 3121,6 km, míg átlagos sűrűsége 3,014 g/cm³. A hold felépítése hasonlít a Föld-jellegű bolygókéhoz, mivel jórészt szilikátalapú kőzetekből áll. A külső héja vízjégből (10–15 km), illetve folyékony vízből (90 km) áll; míg a hold kisméretű magja vasból tevődik össze. Az Europa felszínének albedója 0,64, így az egyik legvilágosabb a Naprendszer ismert holdjai közül. Ez azt jelenti, hogy a beeső napfény 64%-át visszaveri a felszín. E felszín meglepően sík, bár barázdákkal van tagolva, ezek azonban nem különösebben mélyek. Csak kevés olyan felszíni struktúrát találtak, mely magasabb néhány száz méternél.
Az Europán csak kevés becsapódási kráter található, melyek közül csak háromnak nagyobb az átmérője 5 km-nél.

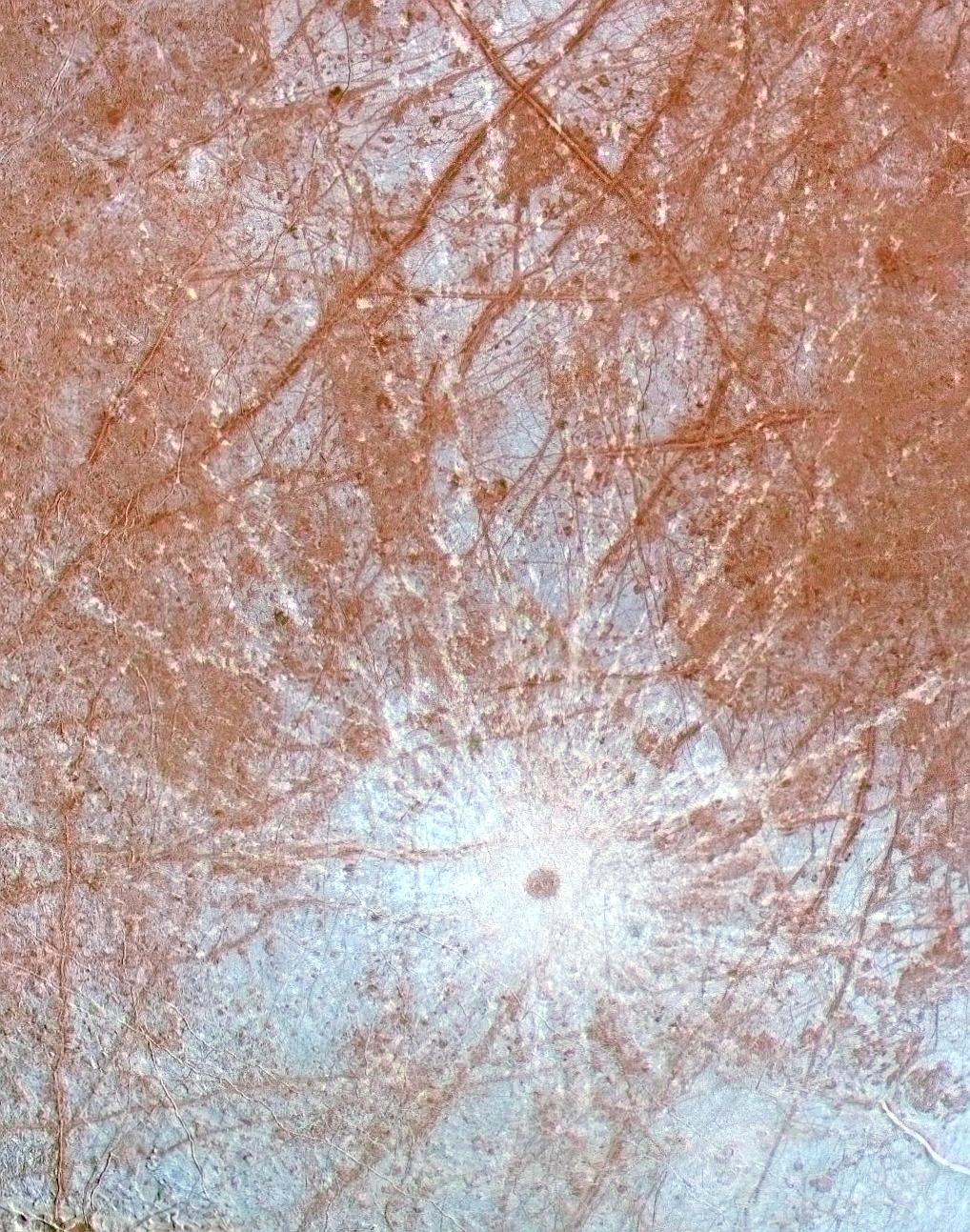
A Pwyll kráter

A legnagyobb kráter, a Pwyll, 26 km átmérőjű és egyben az Europa egyik legfiatalabb geológiai struktúrája. A becsapódás során a mélyből több ezer kilométerre világos anyag dobódott ki. Az üstökösök és aszteroidák becsapódási gyakoriságának becslése legfeljebb 30 millió évben határozza meg a felszín korát. A sima felszín és annak struktúrái erősen emlékeztetnek a Föld sarkköri régióinak jégmezeire. Feltételezik, hogy a hold jégből álló kérge alatt folyékony vízóceán található, melyet az árapályerők melegítenek. Az Europa felszínének hőmérséklete az egyenlítőn csak 110 K (kb. −160 °C), míg a sarkokon 50 K (kb. −220 °C). Ilyen körülmények között a vízjég betonkeménységű. A legnagyobb látható kráterek vízjéggel töltődtek fel, és ezzel „elsimították” a felszínt. Ebből a folyamatból, valamint az árapályerők által előidézett hőtermelésből arra lehet következtetni, hogy a hold jégkérge 10–15 km vastag, míg az alatta fekvő óceán akár 90 km mély is lehet.
Az Europa legfeltűnőbb jellegzetességei a teljes felszínt beborító, keresztül-kasul futó árkok és barázdák vagy más néven lineák. Ezek erőteljesen hasonlítanak a földi jégmezők repedéseire és vetődéseire. A nagyobbak megközelítőleg 20 km szélesek, külső vonalaik elmosódottak, a belső részeik pedig fehér anyagból állnak. A kriovulkanizmus vagy a meleg vízből álló – eddig még nem bizonyított – gejzírek kitörése is létrehozhatja a lineákat, mely folyamat során a jégkéreg széttolódik. Részletes felvételek azt mutatják, hogy a jégkéreg részei egymáshoz képest eltolódtak, ill. összetöredeztek, melynek következtében kialakult a jégmezők jelenlegi mintája. A hold héjának mozgását az árapályerők okozzák, melyek a felszínt akár 30 méterrel megemelik vagy lesüllyesztik. Az Europa a Jupiter többi holdjához hasonlóan kötött keringésű, így mindig ugyanazt a felét mutatja a bolygó felé. Ennek következtében a jégmezőknek egy bizonyos, előre meghatározható mintát kellene felvenniük, azonban a részletes felvételeken csak a geológiailag legfiatalabb területek mutatják e mintázatot. Ez azzal magyarázható, hogy az Europa felszíne valamivel gyorsabban mozog, mint a belső köpeny és a mag. A jégkéreg a hold belsejével a közöttük fekvő óceán miatt mechanikailag nem érintkezik, mozgását így a Jupiter gravitációs ereje is befolyásolja. A Galileo és a Voyager szondák fényképeinek összehasonlítása azt mutatta, hogy az Europa jégkérge megközelítőleg 12 000 év alatt végez egy teljes fordulatot.

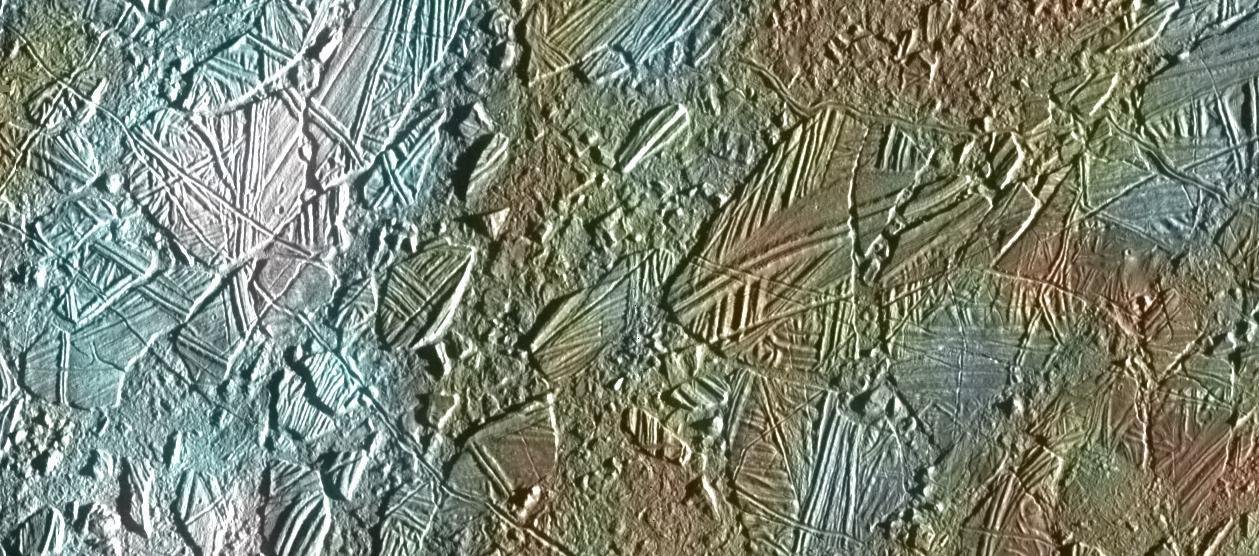
A Conamara Chaos terület

A felszíni struktúrák egy másik típusa a kör ill. ellipszis alakú képződmények, más néven lenticulák (a latin folt szóból). Ezek egy része kiemelkedés (dóm), másik része pedig mélyedés vagy sötét folt. A foltokat feltehetően a felszálló melegebb jég hozza létre, hasonlóan a Föld kérgének magmakamráihoz. A dómok a folyamat során felemelkednek, míg a sötét, sík foltok feltehetően megfagyott vízjégből állnak. A kaotikus területek, mint például a Conomara Chaos, egy kirakós játékhoz hasonlóan széttöredezett darabokból formálódtak, melyeket sima jég vesz körül. Kinézetük egy megfagyott tóban úszó jéghegyre hasonlít.
Egy másik elmélet szerint a lenticulák kis méretű kaotikus területek, a mélyedések és dómok pedig csak a Galileo szonda korlátozott felbontású fényképeinek félreértelmezése. Ez az elmélet feltételezi, hogy a jégréteg túl vékony ahhoz, hogy ilyen felszíni képződményeket elbírjon.
A Hubble űrtávcső segítségével 2013-ban első ízben vízpára kilökődését figyelték meg a hold déli pólusa közelében. A kilökődés csak a Jupitertől való nagyobb távolság időszakában figyelhető meg, ami arra utal, hogy az árapályerők hatására nyílások képződnek, illetve záródnak be a hold felszínén.
Az Europa a második olyan hold, aminek felszínén vízpárát figyeltek meg, az első az Enceladus volt, a Szaturnusz egyik holdja, amit 2005-ben a NASA Cassini–Huygens űrszondája vizsgált.
2019-ben amerikai kutatók a látható fény színképének vizsgálatával nátrium-klorid, azaz konyhasó jelenlétét mutatták ki egyes területeken, például a Tara Régió felszínén.

## Conamara Chaos

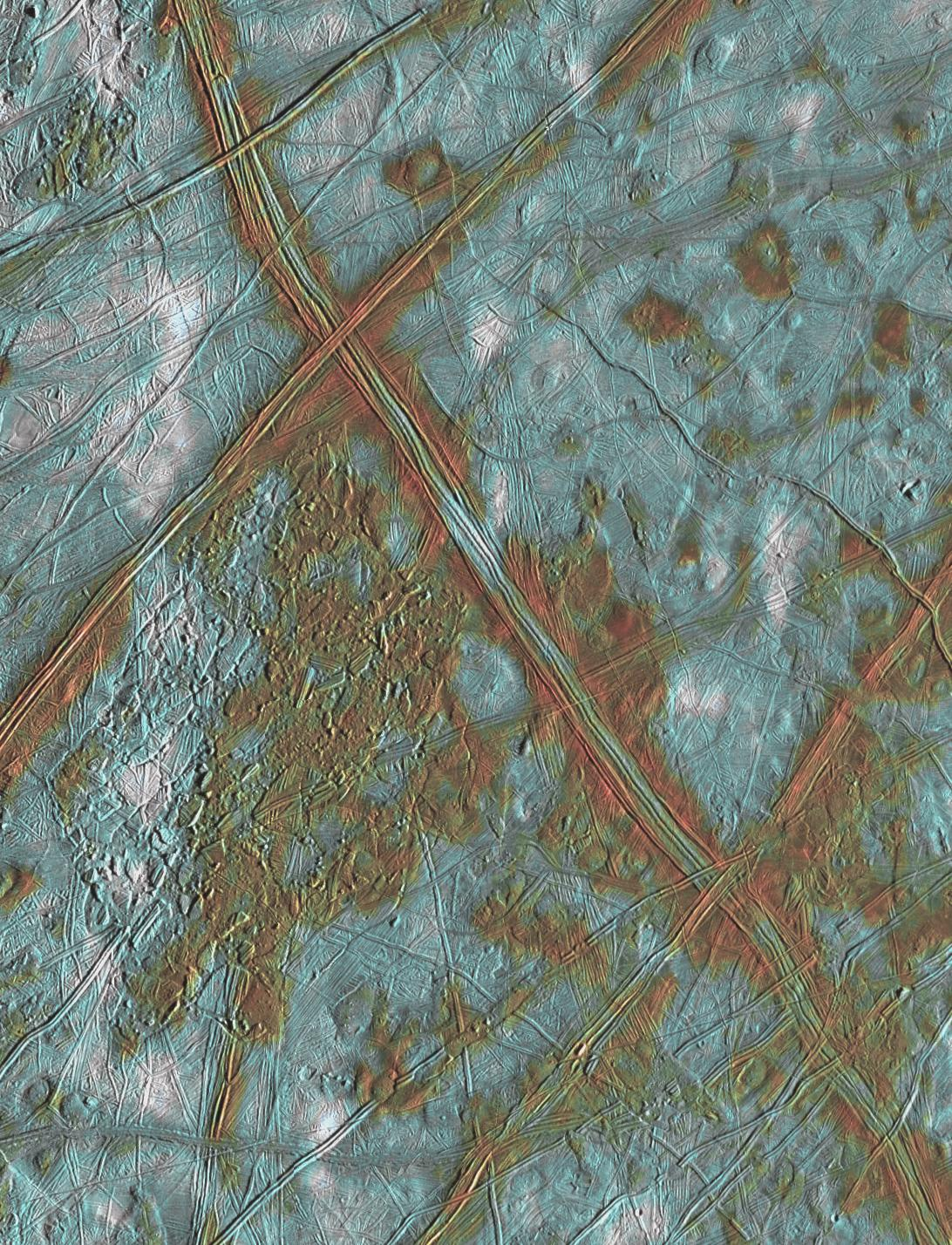
Színerősített kép a Conamara Chaos egy részéről, arról a területről, ahol két nagy törésvonal keresztezi egymást. A fehér területek a 26 km átmérőjű Pwyll kráter kidobott törmelékei. Ez a kráter mintegy 1000 kilométernyire délre található ettől a vidéktől

A Conamara Chaos vidéke a földi Conamara területről kapta a nevét, amely Írországban található. Conamara Chaost az Europa szétszakadó, majd újrahegedő jégkérge alakítja ki. Olyan jégtáblák alkotják, amelyek föltöredeztek, elmozdultak, egy részük visszasüllyedt már, de néhány korábbi tábladarabot még rekonstruálni lehet a látható táblatöredékekből. Ezt a területet arra hozzák föl példának gyakran, hogy az Europa jégkérge alatt egy felszín alatti óceán húzódik.

## Légkör
A Hubble űrtávcső felvételei egy nagyon vékony, oxigénből álló légkör létezésére utalnak, 10−11 bar nyomással. Feltételezik, hogy az oxigén a napsugárzás hatására a jégkéregből keletkezik, melynek során a vízjég oxigénre és hidrogénre bomlik. A könnyű hidrogén elszökik a világűrbe, a nehezebb oxigént azonban visszatartja a hold gravitációja. A légkör az oxigénen kívül szén-dioxidot is tartalmazhat kis mennyiségben, melyet már nehezebb kimutatni.

## Mágneses mező
A Galileo szonda holdmegközelítései során gyenge mágneses mezőt mértek, mely erőssége ¼-e a Ganymedesének. A mező változik, miközben a hold a Jupiter összetett magnetoszféráján keresztülhalad. A Galileo adatai arra utalnak, hogy a hold felszíne alatt egy elektromos vezető folyadék található, például egy sósvízi óceán. Színképelemzési vizsgálatok azt is kimutatták, hogy a vöröses vonalak és a felszíni struktúrák sókban, például a magnéziumoxidban gazdagok. Mivel a kimutatott sók rendszerint színtelenek, így a vöröses színezetet más elemek, például a vas illetve a kén is okozhatják. A mágneses mező másik felét a Jupiter hatalmas tömegvonzása okozza, úgy mint a Ganymedesnél.

## Lehetséges élet az Europán
A folyékony víz feltételezhető létezése spekulációkat indított el arról, hogy az Europa óceánjaiban létezhet-e élet. A Földön ugyanis olyan életformákat is felfedeztek, melyek szélsőséges körülmények között, napfény hiányában léteznek, a tengerfenék meleg vizű forrásaiban vagy az antarktiszi Vosztok-tóban. Bizonyítékok erre az elméletre még nincsenek, így ezt a későbbi űrszondáknak kell tisztázniuk. A tervek szerint egy önálló kriobot a felszíni leszállás után átolvasztaná magát a jégkérgen, és a hold óceánjába egy kisméretű robot-tengeralattjárót engedne. Mielőtt azonban ez a küldetés megvalósulhat, a következő évtizedben szükséges lenne elindítani a Jupiter Europa Orbiter (JEO) nevű szondát a Europa Jupiter System Mission keretein belül, mely az Europa körül pályára állva a holdat részletesen tanulmányozná és adataival elősegítené a későbbi küldetések leszállóhelyeinek kiválasztását.
A későbbi leszállóegység számára a felszín elemzése és háromdimenziós modelljének építése már megkezdődött, az előzetes vizsgálatok alapján a legígéretesebb leszállóhelyek a jégpáncél egymástól távolodó lemezei közötti, vízjéggel kitöltött, több kilométer széles, viszonylag sík repedések.